# Štefanov
Štefanov (bis 1948 Štepanov – bis 1927 auch Ščepanov; ungarisch Csépánfalva oder älter Stepanó) ist eine Gemeinde im Westen der Slowakei mit 1595 Einwohnern (Stand 31. Dezember 2024) und gehört zum Okres Senica, einem Teil des Trnavský kraj.

## Geographie

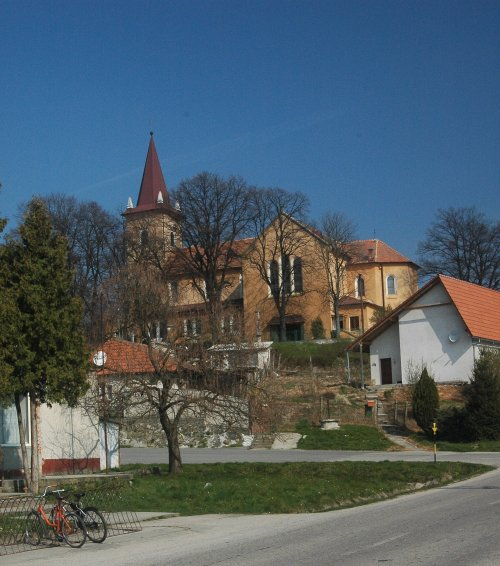
Kirche in Štefanov

Die Gemeinde befindet sich am Treffpunkt des Tieflands Záhorská nížina und des Hügellands Chvojnická pahorkatina am Bach Štefanovský potok in der traditionellen Landschaft Záhorie. Das Ortszentrum liegt auf einer Höhe von 205 m n.m. und ist 12 Kilometer von Senica gelegen.

## Geschichte
Štefanov wurde zum ersten Mal 1392 in einer Donationsurkunde schriftlich erwähnt. 1828 sind 269 Häuser und 1.884 Einwohner verzeichnet.
1945–2003 gab es im Gemeindegebiet Erdölförderung.

## Bevölkerung
| Jahr                | 1994 | 2004    | 2014    | 2024    |
| ------------------- | ---- | ------- | ------- | ------- |
| Anzahl der Personen | 1638 | 1621    | 1680    | 1595    |
| Unterschied         |      | −1,03 % | +3,63 % | −5,05 % |

| Jahr                | 2023 | 2024    |
| ------------------- | ---- | ------- |
| Anzahl der Personen | 1589 | 1595    |
| Unterschied         |      | +0,37 % |

Ergebnisse der Volkszählung 2001 (1633 Einwohner):
| Nach Ethnie: - 97,67 % Slowaken - 1,90 % Zigeuner - 0,31 % Tschechen - 0,12 % Magyaren | Nach Religion: - 96,33 % römisch-katholisch - 1,71 % konfessionslos - 0,92 % keine Angaben - 0,92 % evangelisch |